# Space Channel 5: Part 2
Space Channel 5: Part 2 (スペースチャンネル 5 パ ー ト 2?, Supēsu Channeru Faibu Pāto Tsū) è il sequel del videogioco musicale Space Channel 5, ed è stato sviluppato da United Game Artists e pubblicato dalla SEGA sulle console Dreamcast, solo in Giappone, e su PlayStation 2 nel resto del mondo. È stato distribuito in Giappone il 14 febbraio 2002, in Europa il 12 febbraio 2003 (sebbene non sia stato pubblicato nel Regno Unito) e in Nord America come parte di un pacchetto in edizione speciale col primo gioco il 18 novembre 2003. Nel 2011 è stato invece ripubblicato in versione HD.

## Retrospettiva
La protagonista del gioco è ancora una volta Ulala e nel gioco appare ancora una volta il personaggio chiamato Space Michael interpretato da Michael Jackson, a cui il cantante ha prestato la voce, le sembianze e le movenze e per il cui gioco ha realizzato un pezzo suonato solo coi suoi beatbox. Space Michael apparve come cameo nella prima parte, ma ha un ruolo più importante nella parte 2: dopo essere stato salvato da Ulala, Michael usa le sue abilità di danza e canore contro un robot cantante e si unisce a lei per combattere contro Purge.
Nel numero di maggio 2007 di EGM, il creatore della serie, Tetsuya Mizuguchi, ha dichiarato riguardo a come è stato lavorare con Jackson:

## Modalità di gioco
Proprio come il gioco precedente, i giocatori assumono il ruolo di Ulala mentre usa i suoi movimenti di danza funky e abilità di tiro per combattere contro i Rhythm Rogues. SCP2 è un gioco musicale basato sulla memoria. Ulala si muove automaticamente all’interno dei quattro schemi del gioco e i giocatori devono ripetere delle azioni eseguite dal loro avversario in tempo con la musica, usando i quattro pulsanti direzionali e due pulsanti di chiamata.

## Versione HD
Una riedizione in HD della Parte 2 è stata inclusa nella Dreamcast Collection, pubblicata per Xbox 360 e Windows a febbraio 2011, insieme a Sonic Adventure, Crazy Taxi e Sega Bass Fishing. Il gioco è stato successivamente pubblicato individualmente su Steam il 5 marzo 2011 e su PlayStation Network e Xbox Live Arcade ad ottobre 2011.

## Personaggi
La maggior parte dei personaggi di Space Channel 5 ritorna: Ulala, Fuse, Jaguar, Pudding e Space Michael. Con alcuni nuovi membri qui di seguito elencati:
- Noize (ノイズくん?, Noizu-kun): Il partner di Ulala che fornisce il trasporto utilizzando una nave piattaforma alimentata da energia dance e potenza jiggy. Quando Fuse è presumibilmente morto, rischiando di salvare Ulala, Noize prende il sopravvento come guida finché Fuse non ritorna.
- President Peace (ピース?, Pīsu): Come presidente galattico, Peace non ama altro che cantare, ma sfortunatamente ogni volta che ne ha la possibilità viene rapito dai Rhythm Rogues. La sua straordinaria voce fornisce una massiccia fonte di energia groove che Purge progetta di usare per scopi malefici.
- Pine (パイン?, Pain): Membro della Eastern Space Venus Police, quando decine di giornalisti si stanno dirigendo verso uno scoop, Pine stabilisce la legge per liberare l'area, aprendo il fuoco su Ulala che si rifiuta di andarsene. Quindi sfida Ulala e Noize in una battaglia a tamburo. Più tardi, chiede l'aiuto di Ulala per fermare Purge. Ha anche una sorella gemella più giovane di nome Texas.
- Purge (パージ?, Pāji): Il principale antagonista di Space Channel 5: Part 2, Purge è un ballerino furbo e leader dei Rhythm Rogues. Usando il suo scagnozzo Shadow (che in realtà è Jaguar con il lavaggio del cervello) e il suo esercito di robot, Purge rapisce il presidente Peace e ruba satelliti da diverse stazioni televisive per completare la sua pistola Ballistic Groove al fine di far ballare la galassia per lui.

## Accoglienza
La rivista Play Generation lo classificò come il terzo videogioco musicale più alternativo tra quelli usciti su PlayStation 2.